# 劉彥瑫
劉彥瑫（？—？），五代十国楚国长直都指挥使。

## 生平
947年五月初八夜里，楚王馬希範去世，都指挥使张少敌、都押牙袁友恭，建议立武平节度使兼主持永州事务的马希萼。劉彥瑫和天策府学士李弘皋、邓懿文，小门使杨涤，都希望立武安节度副使、天策府都尉、代理镇南军节度使马希广。五月十一日，劉彥瑫等称有马希範遗命，共同拥立马希广。马希广的异母弟弟天策左司马马希崇写信给马希萼，说劉彥瑫违背先王的遗命，废除长兄而拥立少弟。马希萼从永州前来奔丧，八月廿四日，到达趺石。劉彥瑫告诉马希广，请派侍从都指挥使周廷诲等人率水军前往迎接，周廷诲劝马希广杀掉马希萼。马希广不同意，把马希萼送还朗州。949年马希广想要把朗州让给马希萼。劉彥瑫极力抗争，于是派劉彥瑫为监军。八月十八日，在仆射洲打败马希萼的水军，俘获三百只战船。950年十月楚王马希广任命劉彥瑫为战棹都指挥使、朗州行营都统。在湄州迎战，劉彥瑫乘风势焚烧朗州的战舰，不久风向回转，反过来烧了自己的战舰。劉彥瑫调头逃跑。马希广派遣劉彥瑫召令水军指挥使许可琼率战舰五百艘屯驻城北渡口。十二月十一日，朗州步军指挥使何敬真进攻，许可琼、劉彥瑫按兵不去救援。马希广大军战败。李彦温与刘彦瑫各领千余人护送马希範和马希广的儿子们赶赴袁州，投奔南唐。